# 小野六花
小野 六花（おの りっか、2002年〈平成14年〉2月14日 - ）は、日本のAV女優。身長148センチ。滋賀県生まれ、大阪育ち。

## 略歴
2020年5月、「おっぱいもエッチも発展途上」のキャッチフレーズでデビュー。デビュー時の所属事務所はオールプロ。AVライターの本末ひさおは「かわいさにユーザーが騒然となった」とデビュー前におけるファンの反応を表現。沢木毅彦は「洗練された美貌でダイヤの原石そのもの」と論評。また同じくライターの浜野きよぞうはデビュー作を「爆発的大ヒット」と評している。
デビュー作はFANZAデイリーランキングで3日連続1位を記録した。2020年上半期の女優別アダルトビデオ売り上げ第4位。月刊FANZA発表「このAV女優がすごい!2020夏」新人部門2位獲得。アサヒ芸能調べ（FANZA協力）2020年AV年間販売ランキングにおいてデビュー作が年間5位ランクイン。
2020年12月1日には、1st写真集『初花』を発売。12月16日に同写真集の発売記念イベントを東京・神保町の書泉グランデで開催した。

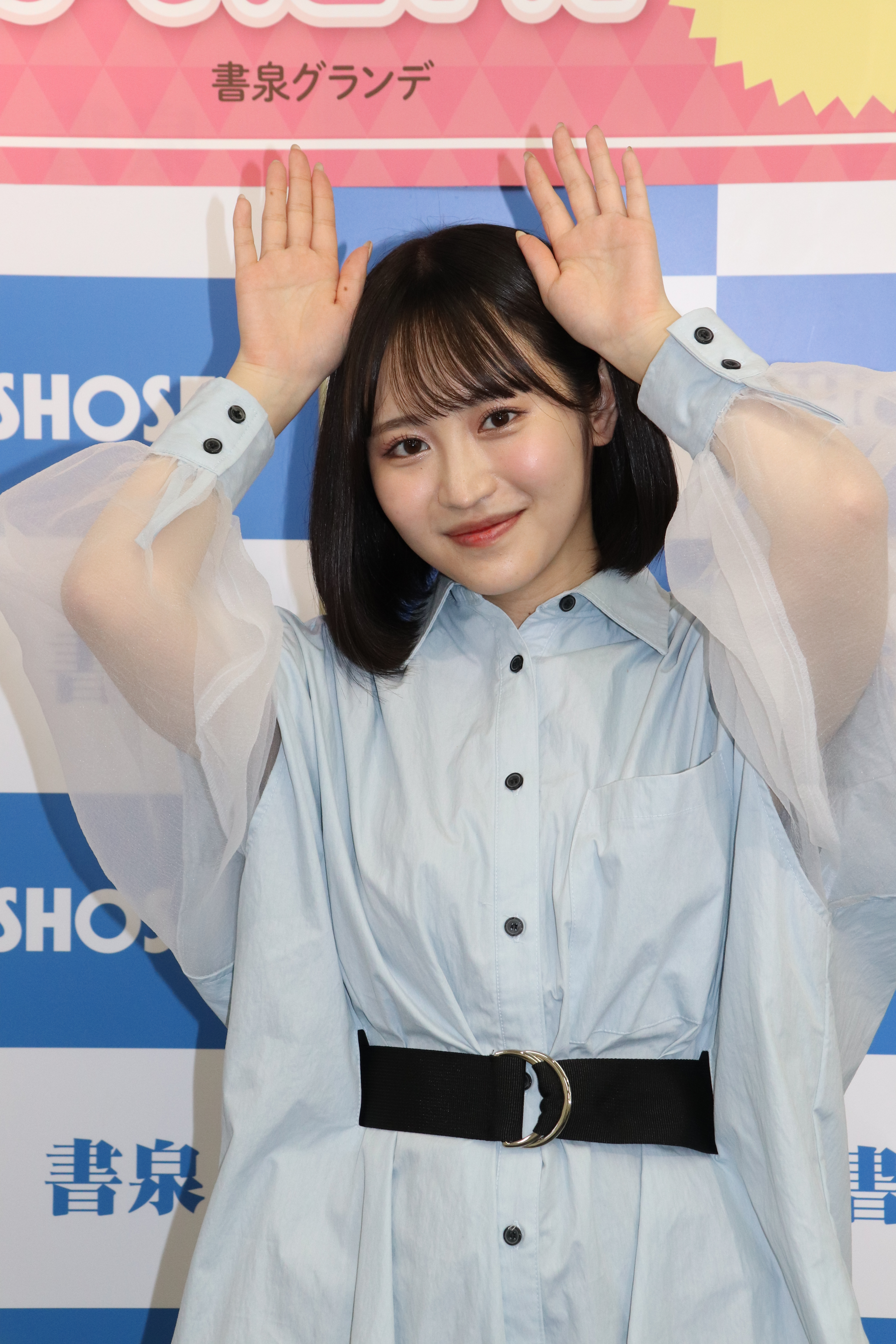
2021年撮影

2021年8月発表「読者300人が選んだFLASH 2021セクシー女優ランキング」読者投票21位。2022年5月に発表されたアサヒ芸能「2022現役AV女優SEXY総選挙」で第34位。
2022年7月6日には『青春JUMP!』（表題曲の作曲は松岡美弥子）で歌手デビュー。
2022年9月13、14日に東京・原宿RUIDOで行われた「ミルジェネ10周年記念LIVE Sweet Memories」に歌手として出演。

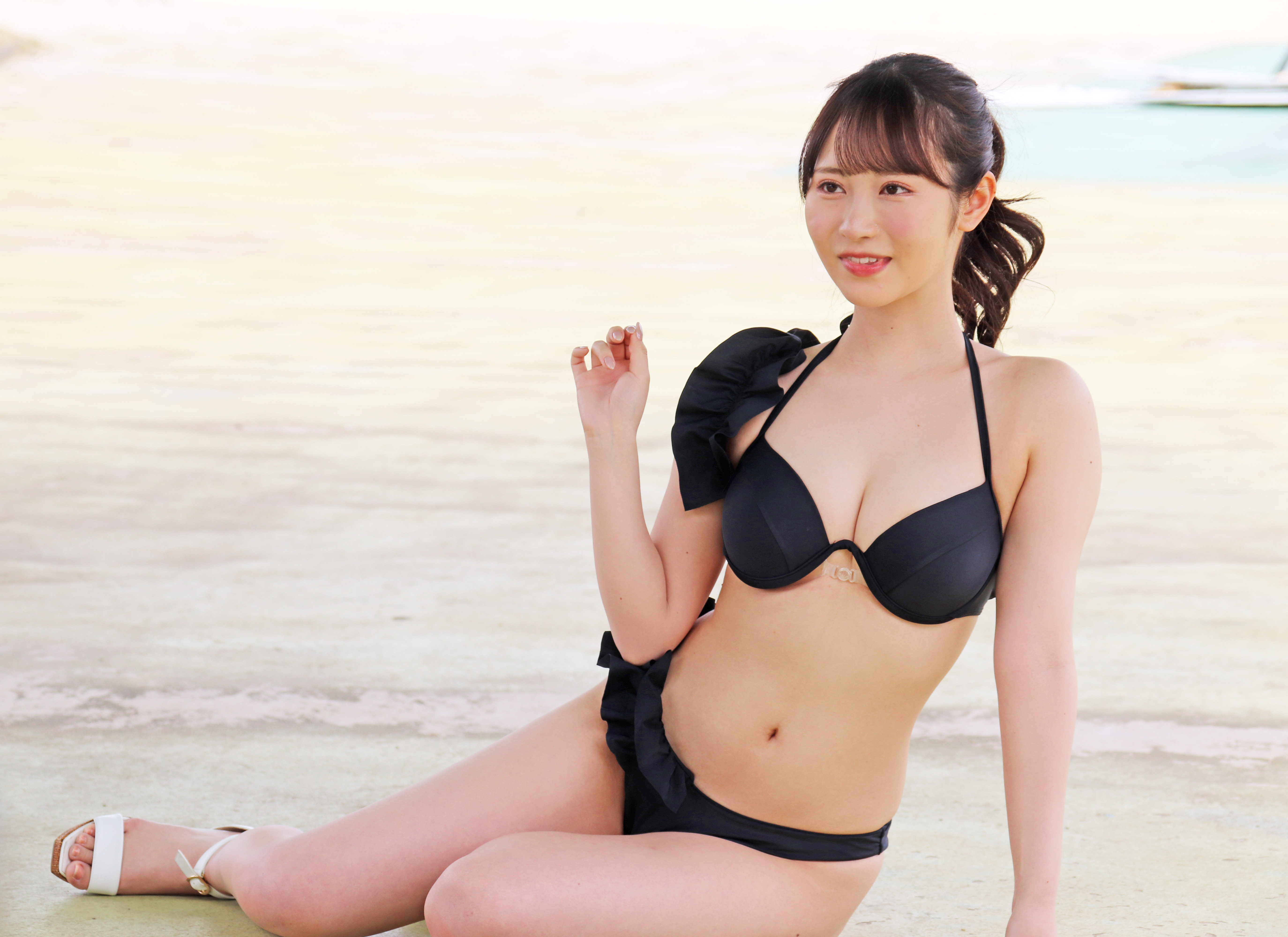
水着姿の小野六花（2023年撮影）

2023年2月23日には、写真集『臆病な愛』の発売記念イベントを東京・神保町の書泉グランデで開催。2023年5月に発表されたアサヒ芸能「2023現役AV女優SEXY総選挙」にて第30位を獲得。9月から開始された実写版『カラミざかり』シリーズにおいて、ヒロイン・飯田里穂役に抜擢。シリーズ第1作は9月11日週FANZA動画フロアランキング初登場1位を記録。シリーズ第2作は同年9月11日週FANZA通販フロアランキングで初登場8位を記録。10月9日週FANZA動画フロアランキングでは1位を記録した。
詳細な時期は不明ながら2023年末までには所属事務所をarrowsへと移籍している。2024年4月1日付けで、事務所をディアスグループへ移籍。
3月25日週FANZA通販フロアランキングにて、『人生初! ナマ挿入、そして中出し解禁!! 小野六花 』が初登場5位となる。
2024年9月8日、東京・神保町の書泉グランデにて、『プレミアムヌードポーズブック 小野六花』の発売記念イベントを開催。
2024年10月25日開催の『舞台版 月ともぐら 第2回 胸キュンコラボグランプリ』にて、番組発のアイドルグループ「ねこまんまっ!! from お月ちゃんのうた」メンバー就任が発表された。同年12月28日に1stシングル「好き好きSelfish♡」を配信開始。
2024年11月18日週FANZAレンタルフロアランキングにて、『両親が旅行で不在中に幼馴染がやってきて「初めて彼氏ができたんだけど一回だけセックスの練習してくれない？」と コンドーム一個持ってきてお願いされた。一回だけと言ってたハズがチ○ポの快感に目覚めすぎてゴム無しで三日三晩中出しセックスしまくった 小野六花』が初登場1位を記録。FANZAレンタルフロア2024年11月度月間AV女優ランキング10位。
2025年2月10日週FANZA通販フロアランキングでは出演した『MOODYZファン感謝祭 バコバコバスツアー2025 素人17名とAV女優17名の1泊2日大乱交 新世代AVオールスター覚醒！』が予約段階で初登場3位を記録。
5月4日には、埼玉県・しらこばと水上公園で行われたプール撮影会『TREND GIRLS撮影会2025』に参加。集まったファンを魅了したことが報道された。

## 人物
- 初体験は17歳で2歳上の交際相手[8][31]、デビューまでの経験人数はその1人だと称している[32]。
- AVはデビューまで見たことがなく、初めて知ったAV女優はSNSで知った明日花キララ[32]。
- 過去には高校の時に有名アイドルの合同オーディションを受けたこともあるが、学校の都合で途中辞退した[33]。
- 高校の卒業式では5人から告白されたという[34]。だが既に彼氏がいたことと普通に告白するのならともかく（卒業式という）場の流れで告白してくるのが気に入らなかったことにより全て断った[35]。
- 業界入りは紹介で、その人物から地下アイドル、グラビアアイドル、AV女優のどれになりたいかを薦められて、明日花キララや三上悠亜に憧れていた事からAV女優を選択（他の選択肢については地下アイドルは自分には合わない、グラビアアイドルは売れないと思ったとオールプロ時代のYouTubeチャンネルで発言している）、AV事務所に所属した[32]。一時は友人に仕事を聞かれたら何と答えようか逡巡していたが、2024年時点では隠さずに何でも話す仲になっているという[36]。
- 芸名である六花は雪の意味[37]。
- 普段は関西弁で話し、ドラマ物の作品でも関西弁で話す人物設定にされることがある。一方で標準語の作品も多く、『カラミざかり』では役作りも行い、反響も大きかった作品と2024年のインタビューで挙げている[38]。
- 胸のサイズはデビュー時はCカップだったが[1][39]、2023年時点ではEもしくはF（下着メーカーによって異なる）[40]。

## 作品

### アダルトDVD / BD
| 発売日   | タイトル                                                                           | 規格品番 | 規格品番  | メーカー | 監督       | 備考       |
| 発売日   | タイトル                                                                           | DVD      | BD        | メーカー | 監督       | 備考       |
| -------- | ---------------------------------------------------------------------------------- | -------- | --------- | -------- | ---------- | ---------- |
| 5月13日  | 18歳 小野六花 新人デビュー                                                         | MIDE-770 | 9MIDE-770 | MOODYZ   | うさぴょん | デビュー作 |
| 6月13日  | 快感ピクピク初体験4本番                                                            | MIDE-784 | 9MIDE-784 | MOODYZ   | うさぴょん |            |
| 7月13日  | 18歳 即パコOK! 最強奉仕メイド                                                      | MIDE-797 | 9MIDE-797 | MOODYZ   | キョウセイ |            |
| 9月13日  | 初めてイッちゃった!                                                                | MIDE-821 | 9MIDE-821 | MOODYZ   | TAKE-D     |            |
| 10月13日 | まだ10代少女で発育途中! 性の知識の薄い思春期の彼女の妹とドキドキこっそりエッチッチ | MIDE-833 | 9MIDE-833 | MOODYZ   | うさぴょん |            |
| 11月13日 | 禁欲させられた18歳エロス覚醒 焦らされて絶頂、絶叫、痙攣、連続オーガズム            | MIDE-845 | 9MIDE-845 | MOODYZ   | —          |            |
| 12月13日 | シルキー肌ピュア美少女がドキドキ初挑戦ご奉仕ソープランド                           | MIDE-859 | 9MIDE-859 | MOODYZ   | ザック荒井 |            |

| 発売日   | タイトル | 規格品番 | 規格品番  | メーカー | 監督         | 備考       |
| 発売日   | タイトル | DVD      | BD        | メーカー | 監督         | 備考       |
| -------- | --- | -------- | --------- | -------- | ------------ | ---------- |
| 1月13日  | 「おじさん舐めて欲しいの?」 チンしゃぶ大好き制服少女のキスしてタマ舐め竿パックンに中年チ○ポが爆発!                   | MIDE-869 | 9MIDE-869 | MOODYZ   | 赤井彗星     |            |
| 2月13日  | 東京想いデート 等身大のわたしとノンフィクション性交                                                                  | MIDE-882 |           | MOODYZ   | ラムチョップ |            |
| 3月13日  | 一度射精してもヌイてくれるしっとりささやき回春エステ                                                                 | MIDE-896 | 9MIDE-896 | MOODYZ   | 大崎広浩治   |            |
| 4月13日  | からかい上手な幼馴染がにやにや誘惑パンチラで全力アピール チラ見する僕を大胆挑発! えちえちな濡れ染みびっちょり!       | MIDE-908 | 9MIDE-908 | MOODYZ   | 五右衛門     |            |
| 5月13日  | 祝・デビュー1周年 キスで始まりキスを極める りっかたん大成長 4SEX                                                     | MIDE-922 | 9MIDE-922 | MOODYZ   | うさぴょん。 |            |
| 6月13日  | 生意気な幼なじみの後輩と5日間のツンデレ同棲生活                                                                      | MIDE-937 |           | MOODYZ   | TAKE-D       |            |
| 7月13日  | 成長したエロテクで射精へ導く 風俗レジデンス                                                                          | MIDE-948 | 9MIDE-948 | MOODYZ   | ドラゴン西川 |            |
| 8月13日  | 「先生って超ビンビン敏感めっちゃウケる!」 からかい上手の教え子に乳首責められ何度も射精しちゃう僕…                    | MIDE-959 | 9MIDE-959 | MOODYZ   | 五右衛門     |            |
| 10月5日  | ＃りっかたんしか勝たん! 1年分! 12時間 小野六花 初BEST                                                                | MIZD-250 |           | MOODYZ   | —            | 単体ベスト |
| 12月21日 | 突然、目の前に小野六花 ～小悪魔逆痴漢でニヤニヤ囁かれて痴女られたその後、 二人きりの密室に連れ込まれて濃密セックス～ | MIDV-016 | 9MIDV-016 | MOODYZ   | 紋℃          |            |

| 発売日   | タイトル | 規格品番 | 規格品番  | メーカー | 監督         | 備考       |
| 発売日   | タイトル | DVD      | BD        | メーカー | 監督         | 備考       |
| -------- | --- | -------- | --------- | -------- | ------------ | ---------- |
| 1月18日  | ヤリチン大学生の家庭教師に寝取られた彼女 | MIDV-031 |           | MOODYZ   | 宝瀬博教     |            |
| 2月15日  | 巨根でポルチオ開発 オーガズムヴァギナを追撃ピストン潮吹き覚醒アクメ                                                                                          | MIDV-048 |           | MOODYZ   | キョウセイ   |            |
| 3月15日  | 担任教師の僕は生徒の誘惑に負けて 放課後ラブホで何度も、何度も、セックスしてしまった…                                                                         | MIDV-068 | 9MIDV-068 | MOODYZ   | サッポロ太郎 |            |
| 4月19日  | バイトで終電を逃して泊まりに来た幼なじみの すっぴん素顔と成長したカラダに理性が吹き飛んだボクは 朝まで何度もセックスをした…                                  | MIDV-086 | 9MIDV-086 | MOODYZ   | ザック荒井   |            |
| 5月17日  | えぇー、本当に、ココで… 男潮吹いちゃうの!!? デートの最中、声を出しちゃいけない 誰にもバレちゃいけないギリギリの状況で 強制射精・男潮吹き小悪魔焦らしお姉さん | MIDV-108 |           | MOODYZ   | さもあり     |            |
| 6月21日  | 「りっかちゃんに彼氏が出来たなんて…」 10年分の片思いが爆発する隣人の異常性欲オヤジが 媚薬でキメセク監禁 ゴミ部屋で汗だく失禁いいなり同棲させられた3日間      | MIDV-131 | 9MIDV-131 | MOODYZ   | 宝瀬博教     |            |
| 7月19日  | クッソ生意気なメスガキに成長した姪っ子に 汗まみれで痴女られた夏                                                                                              | MIDV-153 | 9MIDV-153 | MOODYZ   | 前田文豪     |            |
| 8月16日  | バイト先の大嫌いなセクハラ店長のチ○ポがドストライク過ぎて 絶倫ピストンで調教されてしまった私                                                                 | MIDV-175 | 9MIDV-175 | MOODYZ   | ザック荒井   |            |
| 9月20日  | 舐めじゃくり痴女ナース 全身リップ清拭でチ○ポがバグってドバドバ連射                                                                                           | MIDV-196 | 9MIDV-196 | MOODYZ   | 旗大漁       |            |
| 10月18日 | 大嫌いなオヤジ上司に連れられて… 強制相部屋出張でイカされ続けた新卒女子社員（わたし）。 小野六花                                                              | MIDV-218 | 9MIDV-218 | MOODYZ   | 赤井彗星     |            |
| 11月1日  | 小野六花1年分! 大放出! 12時間BEST | MIZD-301 |           | MOODYZ   | —            | 単体ベスト |
| 11月15日 | 都会の生意気なメスガキを田舎オヤジの絶倫チ○ポで 死ぬ程イカせてわからせるっ! 小野六花                                                                         | MIDV-237 | 9MIDV-237 | MOODYZ   | 赤井彗星     |            |
| 12月20日 | 義理娘のプリ尻Tバックの無自覚誘惑が我慢できず… 気付けばチ●ポ挿れて必死に腰振ってた。 小野六花                                                                | MIDV-256 | 9MIDV-256 | MOODYZ   | 豆沢豆太郎   |            |

| 発売日   | タイトル | 規格品番 | 規格品番   | メーカー | 監督         | 備考                      |
| 発売日   | タイトル | DVD      | BD         | メーカー | 監督         | 備考                      |
| -------- | --- | -------- | ---------- | -------- | ------------ | ------------------------- |
| 3月21日  | 免許合宿先で年下の女子大生に 毎日シャブり焦らされた童貞のボク                                                                                               | MIDV-275 | 9MIDV-275  | MOODYZ   | 凹style.     |                           |
| 4月18日  | 真面目で朗らかな部下が淫乱豹変ケダモノ相部屋 イクイク淫語でデカチン挑発喰い逆NTR 小野六花                                                                   | MIDV-293 | 9MIDV-293  | MOODYZ   | 宝瀬博教     |                           |
| 5月16日  | 巨漢部員たちに媚薬を盛られた女子マネージャーが 愛液・潮・汗だくアクメ キメセク合宿レ×プ乱交 小野六花                                                        | MIDV-314 |            | MOODYZ   | 旗大漁       |                           |
| 6月20日  | 嫁の絶倫J系連れ子の小悪魔ささやきべロキスで ねっとり犯●れ 365日×10発発射させられ続けたオレ… 小野六花                                                        | MIDV-387 | 9MIDV-387  | MOODYZ   | TAKE-D       |                           |
| 7月18日  | デビュー3周年記念企画! 地元の大阪で初恋相手と! 逆ナンと! AVデビュー男優と! 凱旋SEX旅行スペシャル!! 小野六花                                                 | MIDV-417 | 9MIDV-417  | MOODYZ   | TAKE-D       |                           |
| 9月20日  | カラミざかり | MINK-136 | K9MINK-136 | MOODYZ   | きとるね川口 | 飯田里帆役 共演：石原希望 |
| 10月17日 | カラミざかり2 | MINK-132 | K9MINK-132 | MOODYZ   | きとるね川口 | 飯田里帆役 共演：石原希望 |
| 11月21日 | 僕の学校でみんなのアイドルだった片思いの女の子が 転校先のクラスで来る日も来る日も卑猥コスプレを着せられていじめられて 性処理エッチ当番をさせられてるなんて… | MIDV-537 |            | MOODYZ   | 豆沢豆太郎   |                           |
| 12月19日 | 帰省先のド田舎で東京カノジョに嫉妬した 幼馴染（六花）のジェラシー淫語と略奪デカ尻ピストンで こってり痴女られた僕                                            | MIDV-570 |            | MOODYZ   | 真咲南朋     |                           |

| 発売日  | タイトル | 規格品番 | 規格品番  | メーカー | 監督           | 備考       |
| 発売日  | タイトル | DVD      | BD        | メーカー | 監督           | 備考       |
| ------- | --- | -------- | --------- | -------- | -------------- | ---------- |
| 1月23日 | 電車で通学中のミニスカJ系を囲い込み集団痴漢 ハミ出しデカ尻を揉みまくりザーメンぶっかけ18発サイレント輪姦 小野六花 | MIDV-599 |           | MOODYZ   | きとるね川口   |            |
| 5月7日  | 人生初! ナマ挿入、そして中出し解禁!! 小野六花 | MIDV-632 | 9MIDV-632 | MOODYZ   | うさぴょん。   |            |
| 6月4日  | 「お姉ちゃんより… Hやろ?」 ツンデレ生意気な彼女の妹に呼び出され、 密着ラブホデートで何度も何度も中出ししてしまったボク…。 小野六花 | MIDV-747 |           | MOODYZ   | トレンディ山口 |            |
| 7月2日  | 両親が旅行で不在中に幼馴染がやってきて 「初めて彼氏ができたんだけど一回だけセックスの練習してくれない?」 とコンドーム一個持ってきてお願いされた。 一回だけと言ってたハズがチ○ポの快感に目覚めすぎて ゴム無しで三日三晩中出しセックスしまくった 小野六花 | MIDV-757 |           | MOODYZ   | ドラゴン西川   |            |
| 8月6日  | いつも厳しい新婚女上司と出張先でまさかの相部屋 メス盛り人妻のツンデレ誘惑に理性吹っ飛んだ 20発吐精した生ハメ不倫温泉 小野六花 | MIDV-813 |           | MOODYZ   | らくだ         |            |
| 9月3日  | 市民プールに競泳水着透け乳首ポッチで来る教え子生徒にぐうシコ勃起 そのまま乳首こねくりチ〇ポねじ込む猥褻チクイキ中出しトレーニング | MIDV-843 |           | MOODYZ   | 大崎広浩治     |            |
| 9月17日 | 4年目も可愛さ溢れる花満開 1年分大放出! 小野六花12時間BEST | MIZD-401 |           | MOODYZ   | —              | 単体ベスト |
| 10月1日 | 妻が他界したもので可愛い義理娘を危険日に 何度も何度も中出ししてオレ嫁に昇格させることにした。 | MIDV-871 |           | MOODYZ   | 豆沢豆太郎     |            |
| 11月5日 | デリヘル通いの僕に嫉妬した幼馴染の六花といちかの風俗マンションごっこ。 挟み撃ちジェラシー淫語と奪い合いデカ尻ピストンで中出しぶっこ抜かれた… 小野六花 松本いちか                                                                                        | MIDV-907 | 9MIDV-907 | MOODYZ   | 真咲南朋       |            |
| 12月3日 | 裸も見たことない。付き合いたての彼女。 一緒に参加したサークル飲み。 僕が酔い潰れたそばでヤリチンDQN達にドロ酔い串刺し輪姦で 何度も中出しされていたなんて… 小野六花                                                                                      | MIDV-945 |           | MOODYZ   | 三島六三郎     |            |

| 発売日  | タイトル | 規格品番 | 規格品番  | メーカー | 監督         | 備考       |
| 発売日  | タイトル | DVD      | BD        | メーカー | 監督         | 備考       |
| ------- | --- | -------- | --------- | -------- | ------------ | ---------- |
| 1月7日  | 義妹のぷりぷりお尻が生イキすぎたから… 両親不在の3日間に激ピス! バック中出しで分からせ子作り! 小野六花                                                               | MIDV-989 |           | MOODYZ   | 大崎広浩治   |            |
| 2月4日  | 花火大会で突然の大雨 彼にふられて駆けつけてくれた幼馴染と 駆け込んだラブホ相部屋で朝陽が昇るまで ずぶ濡れのまま何度も中出しSEXしまくった 小野六花                   | MIDA-030 | 9MIDA-030 | MOODYZ   | 矢澤レシーブ |            |
| 3月18日 | MOODYZファン感謝祭 バコバコバスツアー2025 素人17名とAV女優17名の1泊2日大乱交 新世代AVオールスター覚醒!                                                              | MIRD-253 | 9MIRD-253 | MOODYZ   | らくだ       |            |
| 4月1日  | ※台本一切無し! 一ヶ月禁欲した小野六花を焦らして寸止めを繰り返し 極限まで感度を高めた後のケダモノ大乱交                                                              | MIRD-068 |           | MOODYZ   | キョウセイ   |            |
| 5月6日  | 「手でさするのは浮気にならないよ?」 三連泊した宿場で彼女の妹の小悪魔手コキに擦り堕ち 19発射精して寝取られたボク 小野六花                                            | MIDA-106 | 9MIDA-106 | MOODYZ   | 肉尊         |            |
| 5月6日  | 「おじさんのおチ〇ポとテクでたくさんイッちゃいました…」 小野六花とねっとり濃厚エッチ絶倫オヤジBEST                                                                  | MIZD-452 |           | MOODYZ   | —            | 単体ベスト |
| 6月3日  | デビュー5周年記念企画! チキチキ小野六花31変化～! 1ヶ月分の日替わり31コスプレ4時間31変化SPECIAL                                                                      | MIDA-180 | 9MIDA-180 | MOODYZ   | うさぴょん。 |            |
| 7月1日  | 奥さんに逃げられ借金まみれアル中ダメダメ叔父さんを励ますうちに… ダメ男好き体質になってしまった姪っ子J○… 愛情と性欲が暴走して妊娠OK求愛淫語と密着中出し誘惑 小野六花 | MIDA-216 | 9MIDA-216 | MOODYZ   | 犬神涼       |            |
| 8月5日  | 同窓会2次会の王様ゲームで急接近した大人しそうな 隠れ淫乱地味メガネ娘とシングルベッド相部屋! 1泊2日のお泊まり命令で何度も中出しヤリまくった…! 小野六花               | MIDA-260 | 9MIDA-260 | MOODYZ   | 宝瀬博教     |            |

### アダルトVR
| 発売日  | タイトル | 品番     | メーカー | 監督         | 備考   |
| 2021年  | 2021年 | 2021年   | 2021年   | 2021年       | 2021年 |
| ------- | --- | -------- | -------- | ------------ | ------ |
| 3月31日 | 初VR!! 小野六花のカワイイ顔だけ6シチュエーションひとり占めSPECIAL 全裸鑑賞 & 私服SEX & 制服パンチラJOI & 密着マッサージフェラ & 水着オイルSEX&キス特化アングル! た～っぷり150分!! | MDVR-145 | MOODYZ   | —            |        |
| 7月7日  | 小野六花VR第2弾! フェラでもマ●コでも射精シーンたっぷり2SEX長尺148分! 洗体・添い寝手コキなどアナタの為に尽くすりっかたん! 王様気分で美少女メイドをご堪能ください!                  | MDVR-166 | MOODYZ   | ZAMPA        |        |
| 2023年  | |          |          |              |        |
| 6月14日 | 最強顔面美少女・小野六花を劇的高画質VRで…! 5チャプター・5射精・長尺149分2SEX! ツンデレ幼馴染と全裸までしっかり楽しめる基本に忠実王道VR!                                           | MDVR-247 | MOODYZ   | ZAMPA        |        |
| 2024年  | |          |          |              |        |
| 7月15日 | さよなら、僕の彼女 学生時代から付き合ってきた彼女と、明日の朝、別れる。引っ越し前夜、最後の中出しセックス 小野六花                                                                | MDVR-297 | MOODYZ   | 白鳥ニドミ   |        |
| 2025年  | |          |          |              |        |
| 2月21日 | ’顔面優勝’りっかたんと最高の’中出しH’しよ! ツンデレ制服! 幼馴染! 逆NTR! メンエス! ナース! どのウチが好き? 全部やろ 5シチュエーションVR 小野六花                                   | MDVR-332 | MOODYZ   | ジーニアス膝 |        |

### イメージDVD / BD
| 発売日   | タイトル                  | 規格品番 | 規格品番  | メーカー    | 備考   |
| 発売日   | タイトル                  | DVD      | BD        | メーカー    | 備考   |
| 2020年   | 2020年                    | 2020年   | 2020年    | 2020年      | 2020年 |
| -------- | ------------------------- | -------- | --------- | ----------- | ------ |
| 12月25日 | 妄想少女 小野六花         | OAE-203  |           | Air control |        |
| 2021年   |                           |          |           |             |        |
| 10月7日  | Rikka 真夏のsnowflakes    | REBD-592 | REBDB-578 | REbecca     |        |
| 2022年   |                           |          |           |             |        |
| 7月26日  | 裸神 小野六花             | OAE-221  | 9OAE-221  | Air control |        |
| 12月1日  | Rikka2 雨傘とレインコート | REBD-704 | REBDB-690 | REbecca     |        |
| 2024年   |                           |          |           |             |        |
| 1月4日   | Rikka3 夏空のsnowfall     | REBD-806 | REBDB-791 | REbecca     |        |
| 11月21日 | Rikka4 ガラス越しのsexy   | REBD-889 | REBDB-874 | REbecca     |        |
| 2025年   |                           |          |           |             |        |
| 5月1日   | Rikka5 風が運ぶセレナーデ | REBD-934 | REBDB-919 | REbecca     |        |

### 写真集
- 小野六花写真集『初花』（2020年12月1日、ジーオーティー、撮影：鈴木ゴータ）ISBN 978-4-8236-0112-5 [52][53]
- Beautiful Bouquet 小野六花写真集（2021年12月3日、竹書房、撮影：鈴木ゴータ）ISBN 978-4-8019-2881-7 [54]
- Cosplay Fetish Book 小野六花（2022年1月31日、ジーオーティー、撮影：田村浩章）ISBN 978-4-8236-0272-6 [55]
- 小野六花写真集『臆病な愛』（2023年2月21日、ジーオーティー、撮影：八坂悠司）ISBN 978-4-8236-0444-7 [56][57][58]
- restart 小野六花写真集（2024年2月22日、竹書房、撮影：富田恭透）ISBN 978-4801938748 [59]
- プレミアムヌードポーズブック 小野六花（2024年8月26日、ジーオーティー、撮影：田村浩章）ISBN 978-4-8236-0696-0[60]
- 小野六花写真集 FIVE LIVE（2025年5月30日、竹書房、撮影：富田恭透）ISBN 978-4-8019-4475-6

### デジタル写真集
- ＃Escape小野六花（2月12日、ジーオーティー、撮影：manimanium）
- Count Sheep【Nap】小野六花（2月12日、ジーオーティー、撮影：羊肉るとん）
- Count Sheep【Sleep】小野六花（2月12日、ジーオーティー、撮影：羊肉るとん）
- 120ページ全て撮り下ろし! MOODYZ専属女優12名PHOTO BOOK（5月31日、FANZA BEAUTY COLLECTION）※「MOODYZ」専属女優による撮り下ろしデジタル写真集。FANZA限定配信。
- MOODYZ COLLECTION（9月15日、a-list photo anthology）※MOODYZ専属女優によるオムニバス写真集。

- 新生活応援キャンペーン SPECIAL PHOTO BOOK（3月19日、FANZA BEAUTY COLLECTION）※FANZA「新生活応援キャンペーン2022」キャンペーンガール4名による撮り下ろしデジタル写真集。FANZA限定配信。
- 小野六花1st写真集『初花』 増ページ【デジタル特装版】（8月10日、ジーオーティー、撮影：鈴木ゴータ）※紙書籍版を再編集し、未公開カットを追加した電子書籍限定版。
- みんなあつまれ MOODYZキャンペーン2022 Special Photo Book（11月4日、FANZA BEAUTY COLLECTION）※「MOODYZ」出演女優32名の撮り下ろし写真を収録。FANZA限定配信。
- 歳末新春SUPERキャンペーン2022-2023 せくしーこれんくしょん（12月15日、FANZA BEAUTY COLLECTION）※FANZA「歳末新春SUPERキャンペーン2022-2023」のキャンペーンガール6名によるデジタル写真集。FANZA限定配信。

- みんなあつまれ MOODYZキャンペーン2024 スペシャルフォトブック（3月15日、FANZA BEAUTY COLLECTION）※FANZA「みんなあつまれ! MOODYZキャンペーン2024」キャンペーンガール16名の撮り下ろし写真を収録。FANZA限定配信。
- 小野六花 六花繚乱 vol.1 「sweet」祝・デビュー4周年 週刊現代デジタル写真集（5月13日、講談社、撮影：吉場正和）
- 小野六花 六花繚乱 vol.2 「bitter」 祝・デビュー4周年 週刊現代デジタル写真集（5月13日、講談社、撮影：吉場正和）
- 小野六花 六花繚乱 vol.3 大増量100P超 「perfect」祝・デビュー4周年 週刊現代デジタル写真集（10月15日、講談社、撮影：吉場正和）
- 小野六花 好きでしょ? vol.1 FRIDAYデジタル写真集（12月6日、講談社）
- 小野六花 好きでしょ? vol.2 豪華100ページ超完全版 FRIDAYデジタル写真集（12月6日、講談社）
- たべごろ。 小野六花（12月6日、a-list photo anthology、撮影：まくらあさみ）
- PIECE of NAIL ＃2（12月6日、a-list photo anthology、撮影：母鳴大地）※fempassの連載記事「PIECE of NAIL」をまとめたオムニバス写真集。
- 歳末新春SUPERキャンペーン2024-2025せくしーこれくしょん（12月13日、FANZA BEAUTY COLLECTION）※「歳末新春SUPERキャンペーン2024-2025」キャンペーンガール5名によるオムニバス写真集。FANZA限定配信。
- ずっと好きでいてくれる? 小野六花デジタル写真集（12月16日、双葉社、撮影：篠原潔）
- MOODYZ COLLECTION vol.2（12月24日、a-list photo anthology）※MOODYZ専属女優12名によるオムニバス写真集。

- MOODYZキャンペーン2025 Special Photo Book（2月21日、FANZA BEAUTY COLLECTION）※「MOODYZキャンペーン2025」キャンペーンガール10名によるオムニバス写真。FANZA限定配信。
- 小野六花 好きになってもいいよ 週刊ポストデジタル写真集（4月1日、小学館、撮影：西條彰仁）[61]
- 小野六花 Dice FRIDAYデジタル写真集（4月18日、講談社、撮影：篠原潔）
- ジューシーハニーPLUS＃26 小野六花（4月18日、ジューシーハニー、撮影：篠原潔）
- MOODYZ COLLECTION vol.3（5月20日、a-list photo anthology）※MOODYZ専属女優11名によるオムニバス写真集。

### CD
| 発売日       | タイトル  | 規格品番   | レーベル             | 備考 |
| ------------ | --------- | ---------- | -------------------- | ---- |
| 2022年7月6日 | 青春JUMP! | MPCD-15030 | Milky Pop Generation |      |

## 出演

### テレビ
- ケンコバのバコバコテレビ（2020年10月16日・30日、サンテレビ）
- 月ともぐら（2023年1月6日 - 2月3日・5月19日 - 6月9日・2024年5月24日 - 2025年4月11日、テレビ東京）[62]
- ちょいバラ・時空をかける男塾（2024年6月16日、ABCテレビ）

### ウェブバラエティ
- カチコチTV（2021年2月12日・2月19日・6月18日・6月25日・9月30日・10月7日・10月14日、FANZA TV）
- そい見ちゃん（2021年6月11日、FANZA見放題chライト）
- モグライダーさん ちょっとお時間いいですか？（2024年5月15日#18・6月5日#19・6月19日#20､DMM TV）[63]
- 東京スキャンダルクラブ（2024年6月19日 - 7月3日、10月23日 - 、FANZA TV）

### ウェブアニメ
- 大学生ズの恋。（2022年9月14日、9月19日、大学生ズの恋。YouTube チャンネル）- 小野六花 役[64]

### テレビドラマ
- 桃色探訪〜伝説の風俗〜（第9弾、10弾。2023年2月24日、チャンネルNECO） - 山根美咲役[65]

### ウェブドラマ
- 透明なわたしたち　第4話（2024年10月、ABEMA） - ナツキ 役

### ラジオ
- ねむチキ（2022年4月3日・10日・11月13日・20日・2023年10月1日・8日・2025年1月19日・26日、TBSラジオ）

### ウェブラジオ
- 小野六花のひとりでしゃべれるもん♪（2024年11月30日 - 、ラジオクロニクル）

### ゲーム
- 銀行マンの下剋上～バラ色人生を目指して～（2022年12月6日、AV GAMES、フュージョンプロジェクト）- 格闘家・小野六花 役[66]
- 社長と美女たちの二重奏（2024年3月6日[67]、CREAM SOFT）- 後藤麗 役[68]

### トークライブ
- お月ちゃん大集合！スペシャルトークライブイベント-ちょっとお時間いいですか？（2024年6月15日、東京・グレースバリ渋谷）[69]

### 舞台
- 舞台版 月ともぐら 第2回　胸キュンコラボグランプリ（2024年10月25日、東京・草月ホール）-「ワールド∞」六花 役[70]

### 連載コラム
- 六花とお茶（2022年10月27日[71]-、fempass）

### WEB掲載記事
- fempass掲載記事
- 「トレーニングを継続する秘訣は、とりあえず予約すること！（笑）」Youtubeチャンネル『汗だくちゃん』撮影後の小野六花さんを直撃。 (2021年7月3日)
- さらば人生の悩み「彼氏との割り勘事情」ゲスト：小野六花(2021年11月26日)
- さらば人生の悩み「貧乳がコンプレックス」ゲスト：小野六花(2021年11月17日)
- 六花とお茶～緑茶編～ (2022年10月27日)
- 君の温度　第2回　小野六花(2022年11月3日)
- スマホの中身を覗き見！【小野六花編】(2022年11月15日)
- 六花とお茶～アフタヌーンティー編～ (2022年12月22日)
- 六花とお茶～タピオカミルクティー編～ (2023年2月18日)
- 六花とお茶～ハーブティー編～ (2023年3月29日)
- 六花とお茶～ミルクティー編～ (2023年5月19日)
- #古着女子 vol.2 小野六花【前編】 (2023年6月12日)
- MOO lingerie Vol.8「Lienge」×小野六花 柔らかく繊細に日々を彩るランジェリー(2023年6月27日)
- COVER MODEL Vol.32　小野六花「綺麗なお姉さんになるのが目標。いつかいい恋愛をしたい！」(2023年7月1日)
- 六花とお茶～フルーツティー編～ (2023年7月6日)
- #古着女子 vol.2 小野六花【後編】(2023年8月22日)
- 六花とお茶～麦茶編～ (2023年10月24日)
- 六花とお茶～ティーソーダ編～ (2023年12月13日)
- 六花とお茶　～バタフライピーティー編～ (2024年1月10日)
- Midnight Street 　小野六花×渋谷(2024年1月31日)
- 六花とお茶～高級茶編～ (2024年2月12日)
- PIECE of NAIL #5 小野六花とビジュ―を纏ったネイルと、私らしさと(2024年3月13日)

## 製品

### トレーディングカード
- AVC ジューシーハニー コレクションカード PLUS ＃13 小野六花 はやのうた 三上悠亜 山岸逢花（2022年2月26日、株式会社ミント）
- Girl’s Party Collection ～THE FAN♡FUN TRUMP～ 第4弾（2023年4月15日、Girl‘s Party Collection）
- Girl’s Party Collection ～THE FAN♡FUN TRUMP～ 第8弾（2025年3月14日、Girl‘s Party Collection）
- AVC ジューシーハニーコレクションカード PLUS ＃26 白上咲花 miru 恋渕ももな 小野六花（2025年4月26日、株式会社ハバロッサ）

### カレンダー
- 小野六花 2022年カレンダー（2021年10月16日、SUNCARAT）
- 卓上 小野六花 2022年カレンダー（2021年10月16日、SUNCARAT）
- 小野六花 2023年カレンダー（2022年11月5日、SUNCARAT）
- 卓上 小野六花 2023年カレンダー（2022年11月5日、SUNCARAT）
- 小野六花 2024年カレンダー（2023年12月9日、SUNCARAT）
- 卓上 小野六花 2024年カレンダー（2023年12月9日、SUNCARAT）

### アパレル関連
- 小野六花 オリジナルパーカー（2020年12月25日、FANZAコラボ）※FANZA × MOODYZ × 小野六花コラボ商品。
- 【小野六花】RIKKA Tee by MNKM（2021年12月10日、fempass BeV）
- 【小野六花】RIKKA Long sleeve by MNKM（2021年12月10日、fempass BeV）
- 【小野六花】RIKKA Hoodie by MNKM（2021年12月10日、fempass BeV）
- 【石原希望 / 小野六花】Aesthetic Taste Tee by MNKM（2021年12月10日、fempass BeV）※小野六花と石原希望のツーショット写真をデザインした商品。
- 【石原希望 / 小野六花】Aesthetic Taste Long sleeve by MNKM（2021年12月10日、fempass BeV）※小野六花と石原希望のツーショット写真をデザインした商品。
- 【石原希望 / 小野六花】Aesthetic Taste Hoodie by MNKM（2021年12月10日、fempass BeV）※小野六花と石原希望のツーショット写真をデザインした商品。
- 【ONO RIKKA】POP COLOR T-shirts（2025年2月14日、fempass BeV）
- 【ONO RIKKA】BLACK FILM T-shirts（2025年2月14日、fempass BeV）

### アダルトグッズ
オナホール
- エロカワうさぎ りっかぴょん 小野六花（2021年11月19日、日暮里ギフト）
- JAPANESE REAL HOLE 激 小野六花（2024年11月24日、HATOPLA）

ローション
- エロカワりっかぴょんの極上愛液 80ml 小野六花（2021年11月19日、日暮里ギフト）